# La femme du Vème
The Woman in the Fifth, tạm dịch là Người phụ nữ ở quận Năm (tựa đề tiếng Pháp La femme du Vème) là một bộ phim chính kịch của Pháp-Anh-Ba Lan được đạo diễn và viết bởi Paweł Pawlikowski năm 2011. Được chuyển thể từ cuốn tiểu thuyết cùng tên năm 2007 của Douglas Kennedy, bộ phim tập trung vào một nhà văn người Mỹ đã ly dị (Ethan Hawke), người chuyển đến Paris để gần gũi hơn với cô con gái sáu tuổi của mình. Khi anh bắt đầu ngoại tình với một góa phụ bí ẩn (Kristin Scott Thomas), một thế lực đen tối dường như đang kiểm soát cuộc sống của anh.

## Cốt truyện
Nhà văn người Mỹ Tom Ricks (Hawke) đến Paris để gần gũi hơn với cô con gái nhỏ đang sống cùng vợ cũ. Vụ ly hôn là do vấn đề tâm thần của Tom, mặc dù anh đã bình phục. Không một xu dính túi, anh đồng ý làm một công việc kiểu như một người giám sát ban đêm cho một ông trùm tội phạm địa phương, người sở hữu một nhà nghỉ tồi tàn. Ngồi trong một văn phòng ở tầng hầm, nhiệm vụ duy nhất của anh là nhấn nút khi chuông cửa reo. Anh hy vọng sự yên tĩnh của đêm sẽ giúp anh tập trung vào cuốn tiểu thuyết mới của mình. Cuộc sống hàng ngày của anh trở nên thú vị hơn khi anh bắt đầu một mối tình lãng mạn với Margit (Thomas), một góa phụ bí ẩn và thanh lịch, đặt ra những quy tắc kỳ lạ cho các cuộc gặp mặt của hai người: cô sẽ chỉ gặp anh tại căn hộ của mình ở quận Năm, vào đúng 5 giờ chiều, hai lần một tuần và anh ta không được hỏi về công việc hay quá khứ của cô. Anh cũng gần gũi hơn với Ania (Kulig), một cô phục vụ quán rượu người Ba Lan tại nhà nghỉ nơi anh sống, cô cũng có sở thích văn chương.
Mối quan hệ của Tom với Ania cuối cùng trở thành một vụ ngoại tình, và ông hàng xóm da đen suốt ngày hát rap bằng tiếng Pháp và đi ị không chịu xả nước đã tống tiền anh về điều đó. Ngay sau khi ông da đen bị giết, con gái anh mất tích và Tom bắt đầu tin rằng một thế lực đen tối đã xâm nhập vào cuộc sống của anh, trừng phạt bất cứ ai liên quan đến anh gần đây. Sau khi cảnh sát bắt anh vì tội giết ông hàng xóm, Tom nói bằng chứng ngoại phạm của mình là những lần đến nhà Margit hàng tuần. Cảnh sát kiểm tra và phát hiện ra rằng Margit đã chết và đã không sống ở địa chỉ này trong suốt 15 năm qua. Anh được thả sau khi cảnh sát xác định rằng kẻ giết người thực ra là người chủ nhà nghỉ. Khi hai người gặp nhau trong hành lang của đồn cảnh sát, có vẻ như sự thật là ông chủ nhà nghỉ cũng bị gài bẫy và bị oan.
Tom tiếp tục mối quan hệ với Ania, nhưng cũng quyết định gặp lại Margit để nói với cô rằng cô không có thật. Cô nói cô là tình yêu thực tế nhất mà anh có trong đời, và cô là người thấu hiểu con người bên trong của anh. Cô yêu cầu anh từ bỏ nàng thơ Ania của anh, đồng thời nói tạm biệt vợ và con gái. Hai người ôm hôn nhau rồi bất thình lình anh bóp cổ cô và buộc tội cô đã làm gì đó với con gái mình. Con gái của anh cuối cùng được tìm thấy đang lang thang trong rừng, và được đón về nhà với mẹ.
Ở cảnh cuối phim, Ania đợi anh tại quán bar nhưng Tom lại bước lên cầu thang đến căn hộ của Margit. Bộ phim mờ dần khi cánh cửa căn hộ của cô mở ra...

## Diễn viên
- Ethan Hawke vai Tom Ricks
- Kristin Scott Thomas vai Margit Kadar
- Joanna Kulig vai Ania
- Samir Guesmi vai Sezer
- Delphine Chuillot vai Nathalie
- Grégory Gadebois vai Lieutenant Children Unit
- Anne Benoît vai Giáo viên của Chloe

## Sản xuất
The Woman in the Fifth được sản xuất bởi Haut Et Court có trụ sở tại Paris với Film4 Productions của Anh và được đồng tài trợ bởi Hội đồng phim Anh và SPI Ba Lan.
Pawlikowski đã xem bộ phim như một "câu chuyện về một người đàn ông bị giằng xé giữa nhu cầu gia đình và sự ổn định và nhu cầu sáng tạo". Năm 2009, anh đã tiếp cận Hawke để đóng vai chính trong khi nam diễn viên đang biểu diễn trong một vở kịch tại Old Vic ở London, Vương quốc Anh (Anh). Thomas đã được chọn vào vai "người phụ nữ ở quận Năm" ngay sau đó.
Quá trình quay phim diễn ra tại Paris, Pháp, từ tháng 4 đến tháng 6 năm 2010 

## Ra mắt
Ra mắt tại Liên hoan phim quốc tế Toronto 2011, bộ phim được khởi chiếu tại Pháp vào ngày 16 tháng 11 năm 2011. Năm sau, nó được phát hành ở Anh vào ngày 17 tháng 2 và ở Mỹ vào ngày 15 tháng 6.

### Tiếp nhận
Bộ phim đã nhận được nhiều ý kiến trái chiều, với tỷ lệ đánh gi 63% trên Rotten Tomatoes và số điểm 57 tại Metacritic.

## Liên kết khác
- La femme du Vème trên Internet Movie Database
- La femme du Vème tại Rotten Tomatoes
- La femme du Vème tại Metacritic